# Carbonat de cesiu
Carbonatul de cesiu este o sare a cesiului cu acidul carbonic. 
Compusul se disociază în vid după reacția:
{\displaystyle \mathrm {Cs_{2}CO_{3}\longrightarrow \ Cs_{2}O\ +\ CO_{2}} }
Format:Carbonați
1. ↑  „Carbonat de cesiu”, CESIUM CARBONATE (în engleză), PubChem, accesat în 14 octombrie 2016